# Challonges
Challonges est une commune française située dans le département de la Haute-Savoie, en région Auvergne-Rhône-Alpes. 

## Géographie
L'altitude de la mairie de Challonges est de 470 mètres environ.
L'altitude minimum et maximum de Challonges sont respectivement de 263 m et 534 m.
La superficie de Challonges est de 7.90 km ² soit 790 hectares.

## Urbanisme

### Typologie
Au 1er janvier 2024, Challonges est catégorisée commune rurale à habitat dispersé, selon la nouvelle grille communale de densité à sept niveaux définie par l'Insee en 2022.
Elle est située hors unité urbaine. Par ailleurs la commune fait partie de l'aire d'attraction de Genève - Annemasse (partie française), dont elle est une commune de la couronne,. Cette aire, qui regroupe 158 communes, est catégorisée dans les aires de 700 000 habitants ou plus (hors Paris),.

### Occupation des sols
L'occupation des sols de la commune, telle qu'elle ressort de la base de données européenne d’occupation biophysique des sols Corine Land Cover (CLC), est marquée par l'importance des territoires agricoles (58,6 % en 2018), en augmentation par rapport à 1990 (54,2 %). La répartition détaillée en 2018 est la suivante : 
forêts (34,9 %), terres arables (26,9 %), prairies (25,5 %), zones agricoles hétérogènes (6,1 %), zones urbanisées (3,5 %), eaux continentales (2,9 %).
L'IGN met par ailleurs à disposition un outil en ligne permettant de comparer l’évolution dans le temps de l’occupation des sols de la commune (ou de territoires à des échelles différentes). Plusieurs époques sont accessibles sous forme de cartes ou photos aériennes : la carte de Cassini (XVIIIe siècle), la carte d'état-major (1820-1866) et la période actuelle (1950 à aujourd'hui).

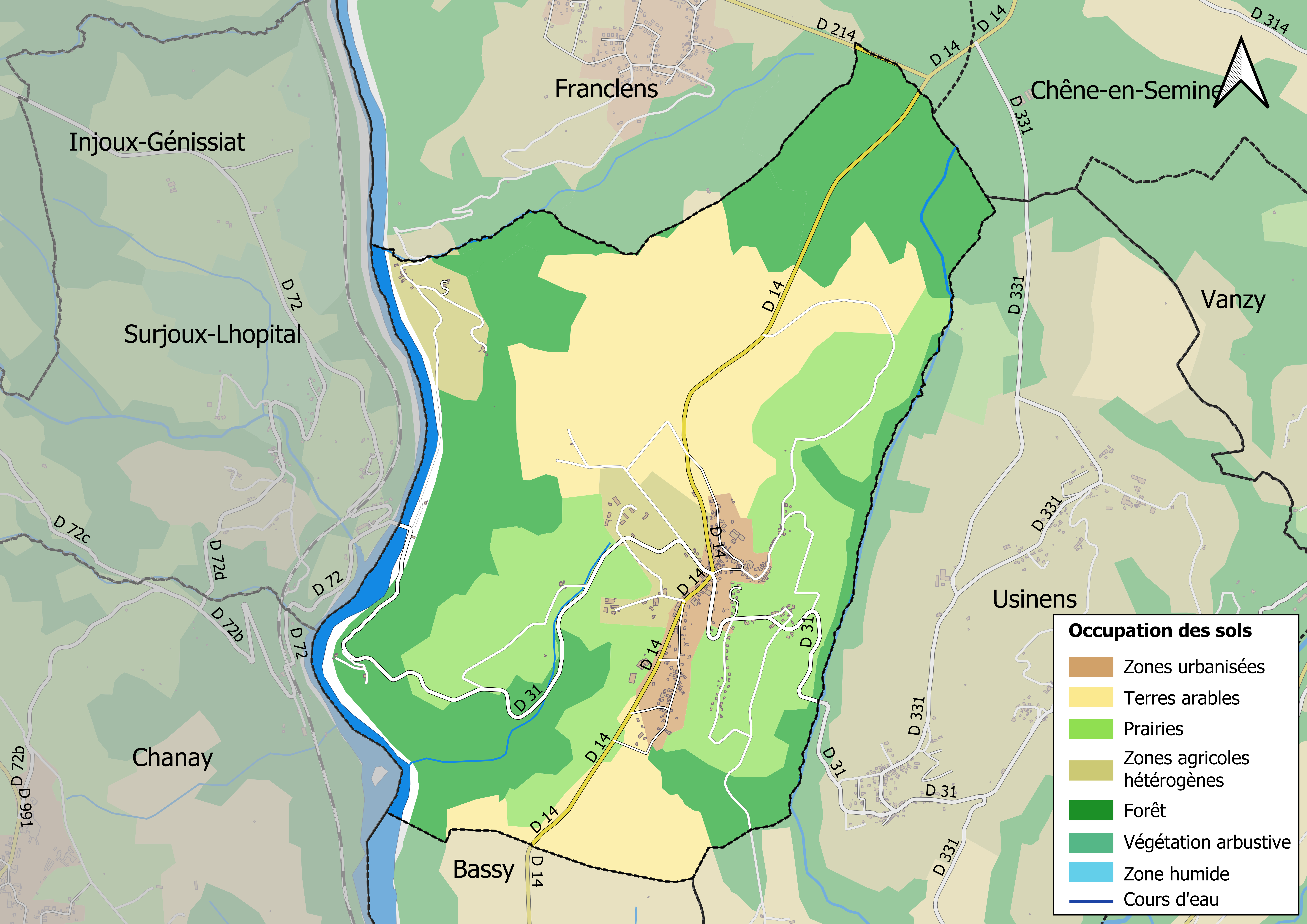
Carte des infrastructures et de l'occupation des sols en 2018 (CLC) de la commune.
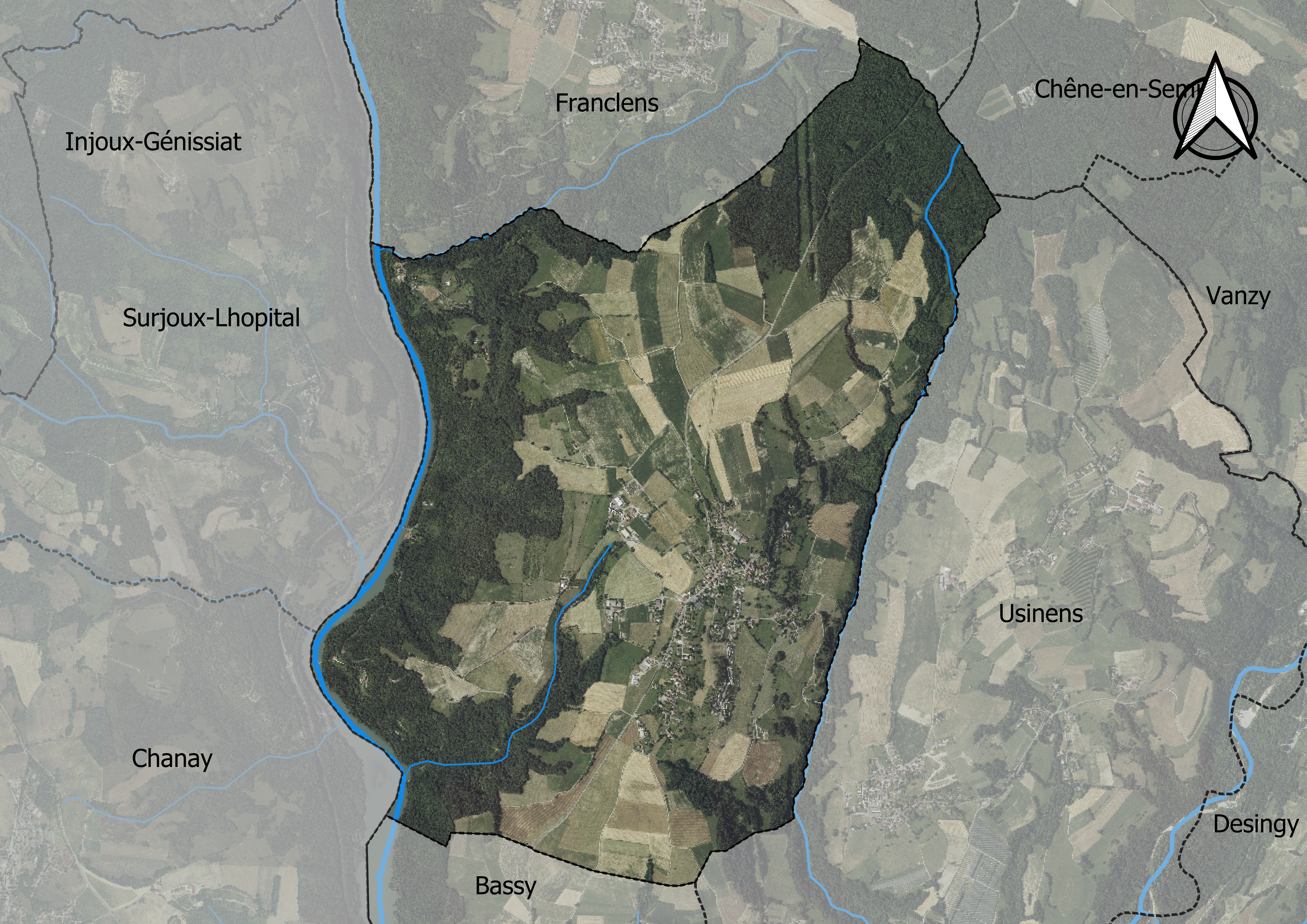
Carte orthophotogrammétrique de la commune.

## Toponymie
Les formes attestées sont Cura de Chalungio, d'après une visite épiscopale vers 1344, Sallongia, Challongium, ou encore Chalonge, relevé dans le Régeste genevois (1866).
Le toponyme Challonges dérive « par attraction du franco-provençal tsalo », qui signifie « chaleur ; trace dans la neige »,.
En francoprovençal, le nom de la commune s'écrit Shalonzhe (graphie de Conflans) ou Chalonjo (ORB).

## Histoire
Challonges présente la particularité d'être la seule commune de Haute-Savoie située sur l'aire de production du fromage de Comté.

## Politique et administration

### Liste des maires
| Période                                  | Période   | Identité            | Étiquette | Qualité |
| ---------------------------------------- | --------- | ------------------- | --------- | ------- |
| mars 2001                                | mars 2008 | Jean-Noël Journal   |           |         |
| mars 2008                                | mars 2020 | Grégoire Lafaverges |           |         |
| mars 2020                                | En cours  | Sophie Colas        |           |         |
| Les données manquantes sont à compléter. |           |                     |           |         |

### Jumelages
Elle est jumelée avec la commune de Bouchamps-les-Craon (Mayenne) depuis 1979.

## Démographie
Les habitants de la commune sont appelés les Challongeois(es).
L'évolution du nombre d'habitants est connue à travers les recensements de la population effectués dans la commune depuis 1793. Pour les communes de moins de 10 000 habitants, une enquête de recensement portant sur toute la population est réalisée tous les cinq ans, les populations de référence des années intermédiaires étant quant à elles estimées par interpolation ou extrapolation. Pour la commune, le premier recensement exhaustif entrant dans le cadre du nouveau dispositif a été réalisé en 2007.

En 2022, la commune comptait 589 habitants, en évolution de +13,71 % par rapport à 2016 (Haute-Savoie : +6,01 %, France hors Mayotte : +2,11 %).
| 1793 | 1800 | 1806 | 1822 | 1838 | 1848 | 1858 | 1861 | 1866 |
| ---- | ---- | ---- | ---- | ---- | ---- | ---- | ---- | ---- |
| 406  | 475  | 496  | 609  | 542  | 697  | 639  | 680  | 715  |

| 1872 | 1876 | 1881 | 1886 | 1891 | 1896 | 1901 | 1906 | 1911 |
| ---- | ---- | ---- | ---- | ---- | ---- | ---- | ---- | ---- |
| 703  | 743  | 817  | 792  | 733  | 728  | 717  | 743  | 661  |

| 1921 | 1926 | 1931 | 1936 | 1946 | 1954 | 1962 | 1968 | 1975 |
| ---- | ---- | ---- | ---- | ---- | ---- | ---- | ---- | ---- |
| 620  | 626  | 608  | 695  | 484  | 429  | 390  | 376  | 302  |

| 1982 | 1990 | 1999 | 2006 | 2007 | 2012 | 2017 | 2022 | - |
| ---- | ---- | ---- | ---- | ---- | ---- | ---- | ---- | - |
| 273  | 292  | 337  | 421  | 432  | 496  | 536  | 589  | - |

## Culture locale et patrimoine

### Lieux et monuments
- Église Sainte-Marie-Madeleine, édifiée dans un style néo-gothique selon les plans de l'architecte Monnet, en 1854. Elle est consacrée par l'évêque d'Annecy en 1864.
- La passerelle de Surjoux qui remplaça à partir de 1954 le premier pont de Pyrimont, détruit en 1940.

## Agriculture

### Agriculture
La commune de Challonges est l'unique commune de Haute-Savoie ayant l'appellation Comté'.

## Événements culturels
Chaque juillet depuis 2007, a lieu dans la commune, le festival Celtika, une manifestation culturelle et musicale celtique'.

## Voir aussi

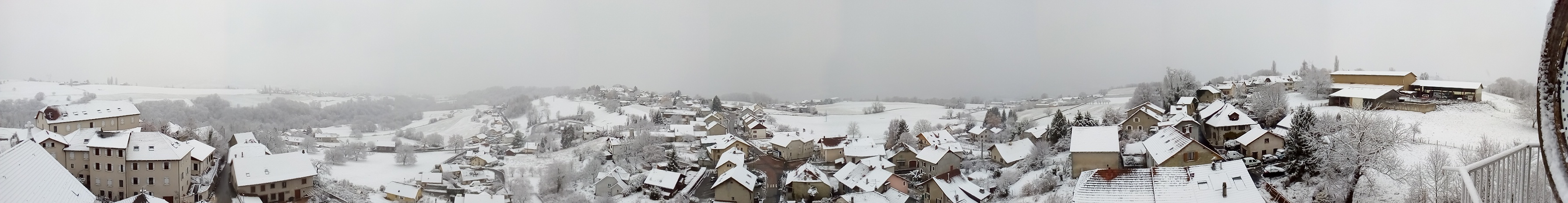
Point de vue panoramique sur la commune (2017).

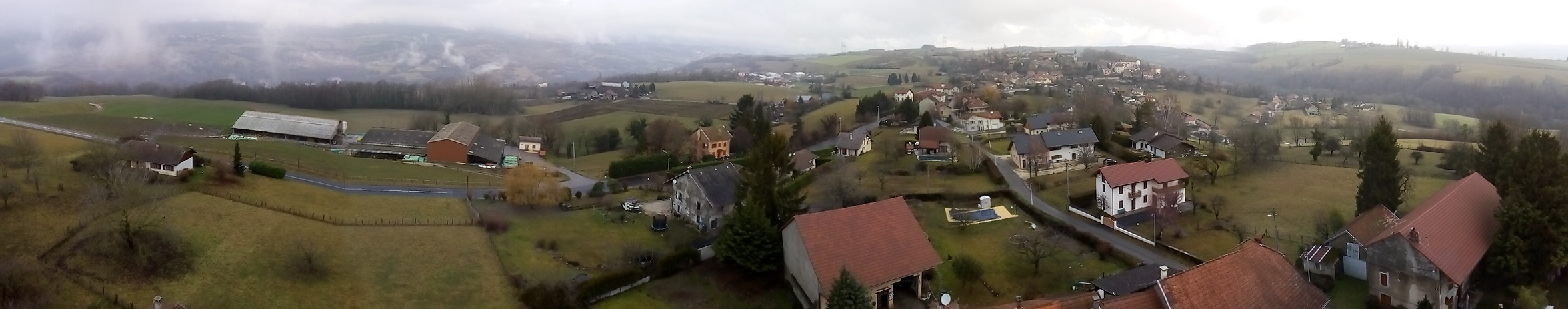
Vue du village depuis Buyet